# Sonny Franzese

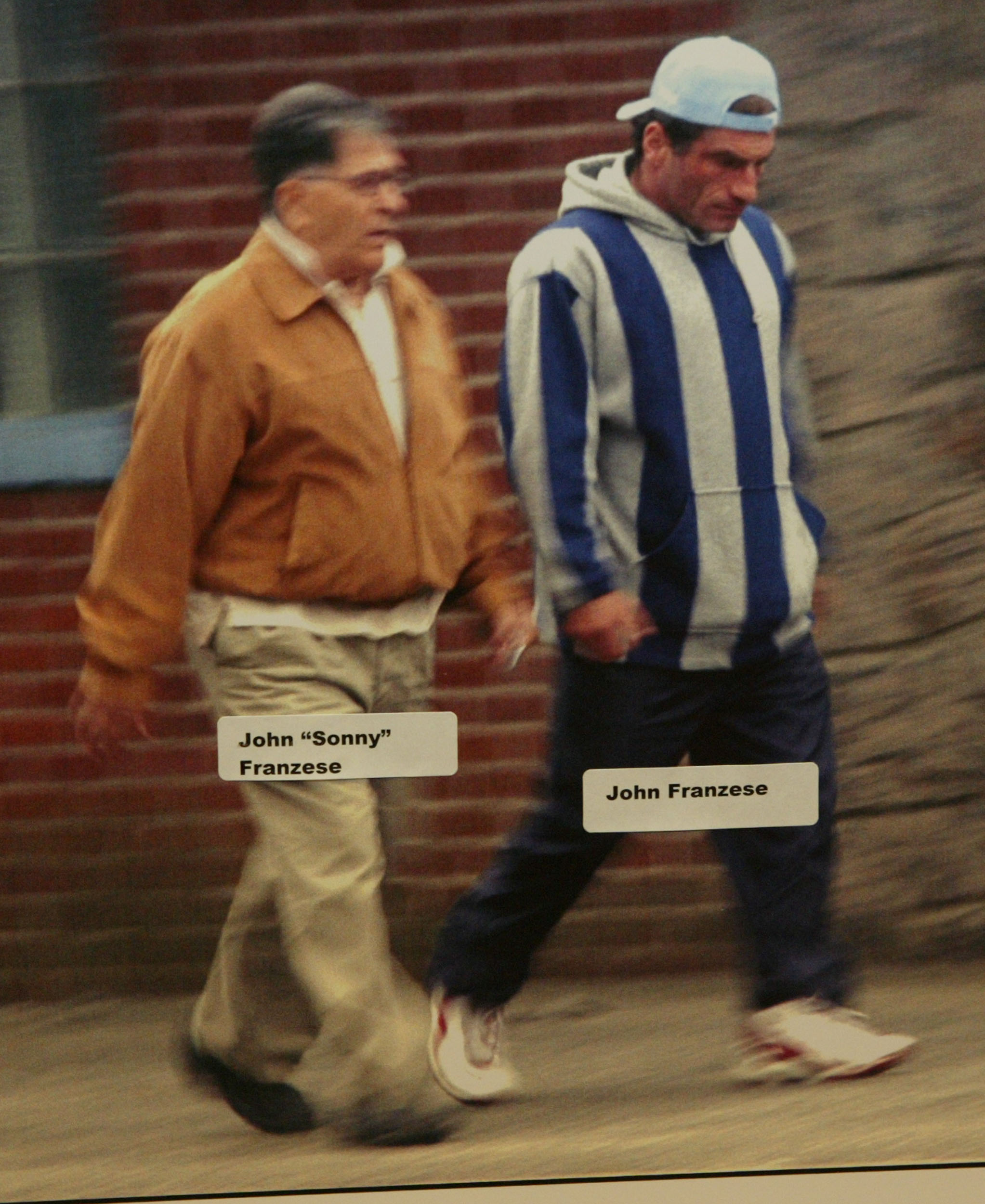
Sonny (esquerda) com seu filho John, em 2005, numa foto de vigilância feita pelo FBI.

John "Sonny" Franzese Sr. (Italiano: [ˈfrantseːze; -eːse]; 6 de fevereiro de 1917 – 24 de fevereiro de 2020) foi um mafioso americano, de origem italiana, que foi membro e, por um bom tempo, subchefe da Família criminosa Colombo.
A longa carreira criminosa de Franzese começou na década de 1930 e durou quase oitenta anos. Ele se envolveu em vários negócios criminosos, como extorsão, apostas ilegais, agiotagem e fraude. Segundo dados da polícia, Sonny Franzese teria matado pessoalmente ou ordenado a morte de entre 30 e 50 pessoas (em uma gravação feita por uma escuta eletrônica, Sonny confessou ter matado "muita gente"). Em 1963, ele foi apontado como subchefe da Família Colombo e serviu nesta posição até 1970, quando foi sentenciado a cinquenta anos de prisão por supostamente ter orquestrado uma série de assaltos a banco. Ele foi solto sob liberdade condicional em 1978, mas foi preso novamente seis vezes por violações dessa condicional nas décadas que se seguiram. Em 2005, Franzese foi novamente apontado como subchefe da Família Colombo, até que foi condenado por extorsão, em 2011, aos 94 anos de idade, sendo sentenciado a oito anos de cadeia. Seu filho, John Franzese Jr., testemunhou contra ele, tornando-se o primeiro filho de um mafioso de Nova Iorque a apresentar provas e testemunhar contra seu próprio pai.
Sonny foi libertado em 23 de junho de 2017, aos 100 anos de idade, fazendo dele o criminoso mais velho nos Estados Unidos na época e o único centenário em custódia federal. Ele faleceu em Nova Iorque em 24 de fevereiro de 2020, aos 103 anos de idade.